# Blind Man
Blind Man (À l'aveugle) è un film del 2012 diretto da Xavier Palud.

## Trama
Dentro un'abitazione viene ritrovato il corpo di una giovane morta, con diverse tracce di sangue anche nelle pareti. Non si trovano prove che portino ad un omicidio, ma il commissario Lassalle, recentemente vedovo, prende in gestione il caso. La città viene sconvolta da altri delitti, che ad un osservatore disattento non sembrano essere correlati, ma che sono tutti accomunati da un elemento che spinge il commissario a formulare l'ipotesi che vi sia un serial killer in giro. I sospetti di Lassalle ricadono sul cieco Narvik, un intrigante accordatore di pianoforti che si rivelerà una persona con un passato nascosto.